# Montfort-sur-Boulzane
Montfort-sur-Boulzane település Franciaországban, Aude megyében. Lakosainak száma 88 fő (2022. január 1.). Montfort-sur-Boulzane Counozouls, Gincla, Sainte-Colombe-sur-Guette, Salvezines, Mosset, Rabouillet és Vira községekkel határos.

## Népesség
A település népessége az elmúlt években az alábbi módon változott:
| Lakosok száma | 112  | 72   | 82   | 97   | 69   | 75   | 88   | 90   | 90   | 88   |
|               | 1968 | 1982 | 1990 | 2006 | 2013 | 2015 | 2017 | 2019 | 2020 | 2022 |